# Ryan Nembhard
Ryan Nembhard (Aurora, 10 marzo 2003) è un cestista canadese.

## Biografia
È il fratello minore del cestista Andrew Nembhard.

## Carriera

### Nazionale
Nel 2021 ha vinto, con la nazionale Under-19 canadese, la medaglia di bronzo ai Mondiali di categoria.

## Statistiche

### College
| Anno      | Squadra            | PG  | PT  | MP   | TC%  | 3P%  | TL%  | RP  | AP  | PRP | SP  | PP   |
| --------- | ------------------ | --- | --- | ---- | ---- | ---- | ---- | --- | --- | --- | --- | ---- |
| 2021-2022 | Creighton Bluejays | 27  | 27  | 34,8 | 40,4 | 31,1 | 73,2 | 3,1 | 4,4 | 1,3 | 0,0 | 11,3 |
| 2022-2023 | Creighton Bluejays | 37  | 37  | 34,0 | 43,2 | 35,6 | 87,1 | 4,0 | 4,8 | 0,7 | 0,1 | 12,1 |
| 2023-2024 | Gonzaga Bulldogs   | 35  | 35  | 35,8 | 44,5 | 32,1 | 75,2 | 4,0 | 6,9 | 1,2 | 0,0 | 12,6 |
| 2024-2025 | Gonzaga Bulldogs   | 35  | 35  | 35,1 | 44,6 | 40,4 | 77,0 | 3,0 | 9,8 | 1,7 | 0,1 | 10,5 |
| Carriera  | Carriera           | 134 | 134 | 34,9 | 43,2 | 34,7 | 78,4 | 3,5 | 6,6 | 1,2 | 0,1 | 11,7 |